# BlackBerry Bold 9900
BlackBerry Bold 9900（ブラックベリーボールド 9900）は、カナダの携帯電話メーカーリサーチ・イン・モーション (RIM) が開発したBlackBerryシリーズのスマートフォンで、HSPAに対応する最上位機種であった。かつて、日本ではNTTドコモよりdocomo NEXT seriesの端末として提供されていた。日本のほか、アメリカ、ヨーロッパ、アジア、豪州で発売されていた。

## 概要
Boldシリーズでは2011年6月に発売されたBlackBerry Bold 9780の後継機種となっている。BlackBerryのスタンダードなストレート型、全面QWERTYキーボードの形状であるが、BlackBerry Bold 9780よりも一回り大きくなり、BlackBerry Bold 9000に近い見た目となっているが、背面はこれまでの革張りではなくカーボンファイバー素材のカバーとなった。
OSはBlackBerry OS 7.1となりインターフェースが刷新されたほか、フルタッチパネルのディスプレイを採用し、加速度センサー、デジタルコンパスに対応した。スペック面においてもAndroidなどによく搭載されているSnapdragonシリーズのCPUであるMSM8655（1.2GHz）が搭載されており、動作速度の向上が図られている。特にブラウザは、9780に比べ大幅な速度向上をはかったとされている。
日本ではNTTドコモからリリースされた。BlackBerryシリーズとしては初のFOMAハイスピードの下り14Mbps/上り5.7Mbpsにも対応。Wi-Fiテザリングやdメニュー、エリアメール（緊急地震速報）などにも対応した。NTTドコモにおいてもBlackBerry Internet ServiceやBlackBerry Enterprise Serviceのオプションをつけることで、企業グループウェアとの同期、プロバイダメールやWebメールのプッシュでの受信を行うことができる。spモードメールも利用可能となる。赤外線やおサイフケータイは搭載されていないが、NFCが搭載されている。
入力言語や表示言語は日本語のほか、英語、ドイツ語、フランス語、イタリア語、ロシア語、中国語、韓国語などに対応する。
当製品以降のBlackBerryのNTTドコモ版はリリースされておらず、NTTドコモ版最後のBlackBerryとなった。

## アプリケーション
アプリケーションはメーラーやブラウザ、カレンダー、メッセンジャー、アドレス帳、Twitter、Facebookなどのほかに、RIM社が展開しているBlackBerry App Worldといわれる、BlackBerryのアプリポータルアプリケーションがプリインストールされており、こちらからアプリケーションの追加が可能である。

## 主な機能
| 主な対応サービス                                              | 主な対応サービス                            | 主な対応サービス                       | 主な対応サービス                                              |
| ------------------------------------------------------------- | ------------------------------------------- | -------------------------------------- | ------------------------------------------------------------- |
| タッチパネル／加速度センサー                                  | Xi／FOMAハイスピード14Mbps(受信)送信5.7Mbps | Bluetooth                              | DCMX／おサイフケータイ／赤外線／トルカ／NFC                   |
| ワンセグ／FMラジオ                                            | メロディコール                              | テザリング                             | WiFi IEEE802.11a/b/g/n                                        |
| GPS                                                           | spモード／Eメール／電話帳バックアップ       | デコメール／デコメ絵文字／デコメアニメ | iチャネル                                                     |
| エリアメール／ソフトウェアーアップデート自動更新              | デジタルオーディオプレーヤー(WMA)(MP3他)    | GSM／3Gローミング（WORLD WING）        | フルブラウザ／Flash Player                                    |
| BlackBerry App World／dメニュー／ドコモアプリケーションサイト | Gmail／Google Talk                          | YouTube／Picasa                        | ドコモ地図ナビ／Google Maps／ストリートビュー／BlackBerry Map |

## 歴史
- 2011年10月18日 - NTTドコモより発表。
- 2012年3月27日 - 事前予約開始。
- 2012年3月30日 - 発売開始。
- 2012年8月1日 - 新色としてPure Whiteを追加発表[4]。
- 2012年9月5日 - Pure Whiteが発売開始。
- 2013年12月11日 - 最終販売を終了。
- 2015年11月30日 - NTTドコモにおけるブラックベリーサービスの新規申込み受付終了。
- 2017年3月31日 - NTTドコモにおけるブラックベリーサービスのサービス提供終了。